# Contre-guérilla (livre)
Pour des articles plus généraux, voir Marcel Bigeard et Torture pendant la guerre d'Algérie.
Contre-guérilla est un manuel de techniques de renseignement, écrit par le colonel Bigeard et Albert Lenoir et édité en 1957 à Alger, chez Baconnier, durant la guerre d'Algérie.
Cet ouvrage décrit notamment la technique des interrogatoires forcés par la torture, dont la gégène [réf. nécessaire]. Il est le fruit des connaissances accumulées par son auteur lors de la guerre d'Indochine et des débuts de la guerre d'Algérie.
L'ouvrage est remarqué par Jacques Chaban-Delmas, alors ministre de la Défense, qui présente son auteur sous ces termes élogieux et à l’humour noir involontaire : « [Bigeard est] l’homme qu’il fallait pour faire subir aux officiers subalternes un véritable électrochoc psychologique qui changerait à jamais leur façon d’envisager les opérations. »,. Sur la base de son expérience relatée dans le livre, il lui demande d’ouvrir une école de formation à la guerre psychologique nommée « Centre d’entraînement à la guerre subversive » qui est en place à partir du printemps 1958 à Jeanne d’Arc, près de Philippeville. Le contenu des cours porte sur la rationalisation et l'« humanisation » de la torture,. L'école ferme quelques mois après l’avènement de la Ve République après une interview accordée par Bigeard ayant déplu à l'Élysée et plus officieusement par désapprobation de ses méthodes jugées trop caricaturales.
Ce livre fait autorité dans le monde militaire ; il a été diffusé dans le monde et ses techniques ont été réutilisées ultérieurement par de nombreux services de renseignements controversés, notamment ceux d'Augusto Pinochet, de Saddam Hussein et des États-Unis.